# Sherghati
Sherghati, originariamente Shergotty, è una città dell'India di 32.358 abitanti, situata nel distretto di Gaya, nello stato federato del Bihar. In base al numero di abitanti la città rientra nella classe III (da 20.000 a 49.999 persone).

## Geografia fisica
La città è situata a 24° 34' 0 N e 84° 46' 60 E e ha un'altitudine di 120 m s.l.m..

## Società

### Evoluzione demografica
Al censimento del 2001 la popolazione di Sherghati assommava a 32.358 persone, delle quali 17.022 maschi e 15.336 femmine. I bambini di età inferiore o uguale ai sei anni assommavano a 6.078, dei quali 3.193 maschi e 2.885 femmine. Infine, coloro che erano in grado di saper almeno leggere e scrivere erano 18.068, dei quali 10.558 maschi e 7.510 femmine.

## Meteorite Shergotty
La località è nota nella comunità scientifica per essere il luogo di caduta del famoso meteorite Shergotty.